# El solar de mediacapa
El solar de mediacapa es una obra de teatro en tres actos, escrita por Carlos Arniches y estrenada en el Teatro Apolo de Madrid en 1928.

## Argumento
Desarrollada en el barrio madrileño de Lavapiés, la obra narra las peripecias de Sidoro, apodado Mediacapa, un donjuán trasnochado y maduro, pero que no pierde ocasión de seducir a todas las mujeres que se cruzan por su camino. Ismael entra en su vida y al intentar desviar la trayectoria de Sidoro, se preciparán los acontecimientos.

## Representaciones destacadas
- Teatro (estreno, en 1928). Intérpretes: Consuelo Hidalgo, María Mayor, Casimiro Ortas, Antonio Riquelme, Pedro Zorrilla.
- Televisión (Estudio 1, de Televisión española, 1980). Dirección: Manuel Aguado. Intérpretes: Arturo López, José Bódalo, Luisa Sala, Mara Goyanes, Elisa Ramírez, Julia Trujillo, José María Escuer, Jesús Enguita, José Segura, Carmen Rossi, José Caride, Francisco Merino.